# Combat d'Aït-Khalfoune
Rébellion djihadiste en Afrique de l'Ouest
Le combat d'Aït-Khalfoune se déroule dans la région de Beni Douala a Tizi-Ouzou, en Algérie au mois d'aout 2008 contre les groupes armés djihadistes algériens.

## Déroulement
Dans la nuit du 7 au 8 août 2008, des jihadistes tombent dans une embuscade tendue par l'Armée algérienne dans le village d'Aït-Khalfoune, à Beni Douala, dans la région de Tizi Ouzou. Surpris, les jihadistes prennent la fuite, pilonnés par les hélicoptères lancés à leur poursuite. L'opération avait été décidée après un attentat contre le commissariat des Renseignements généraux de Tizi Ouzou qui avait fait 25 blessés. 12 rebelles salafistes sont tués lors de l'affrontement et sept Kalachnikov, deux fusils Semenov, un fusil à pompe, une carabine, un pistolet automatique Beretta, une grenade, un poste radio et trois téléphones cellulaires sont saisis par les forces algériennes,,.